# Wapen van Oost-Timor
Het wapen van Oost-Timor bevat het schild van de Conselho Nacional de Resistência Timorense (Nationale Raad van het Timorese Verzet). In dit schild staan twee gekruiste (traditionele Timorese) zwaarden samen met een speer, een ster en twee pijlen. Het schild wordt omringd door veertien stralen, waaromheen een blauwe cirkel staat met daarin de officiële naam van Oost-Timor in het Portugees. Onder de blauwe cirkel staat op een rood lint het nationale motto: Honra, Pátria e Povo ("Eer, Vaderland en Volk").